# Castillo de San Miguel (Almuñécar)

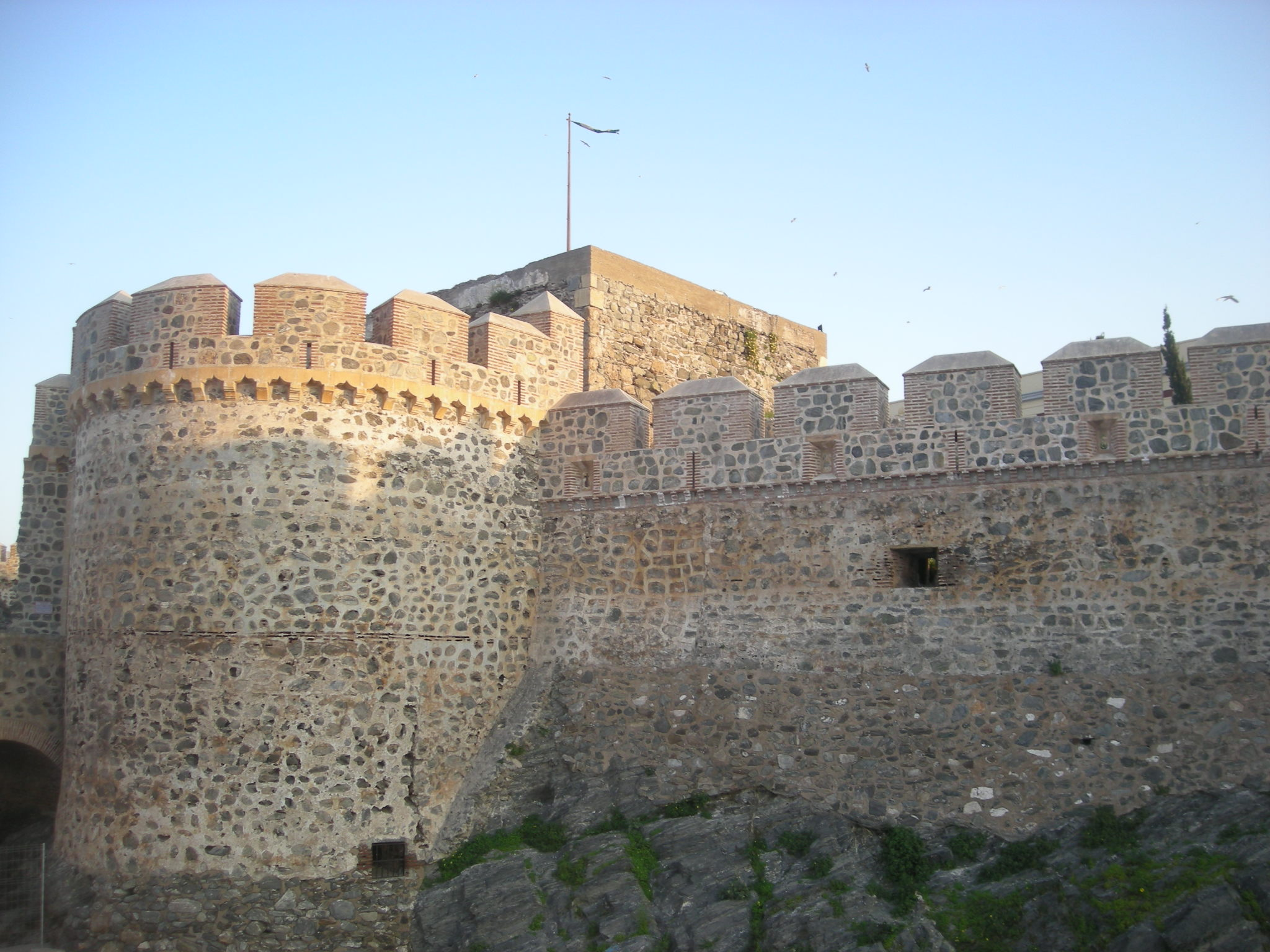
Burg in Almuñécar

Das Castillo de San Miguel ist eine Burg in Almuñécar, einer spanischen Stadt in der Autonomen Region Andalusien, die ihren Ursprung im 8. Jahrhundert hat. Die Burg ist seit 1949 ein geschütztes Baudenkmal (Bien de Interés Cultural).

## Geschichte
Nach der Rückeroberung von den Mauren im Jahr 1489 wurde die Burg im 16. Jahrhundert ausgebaut. Von den ehemals vier mächtigen Rundtürmen sind drei noch erhalten. Der Innenhof der Burg dient seit langem als Friedhof.